# 2015년 인도네시아 C-130 허큘리스 추락 사고

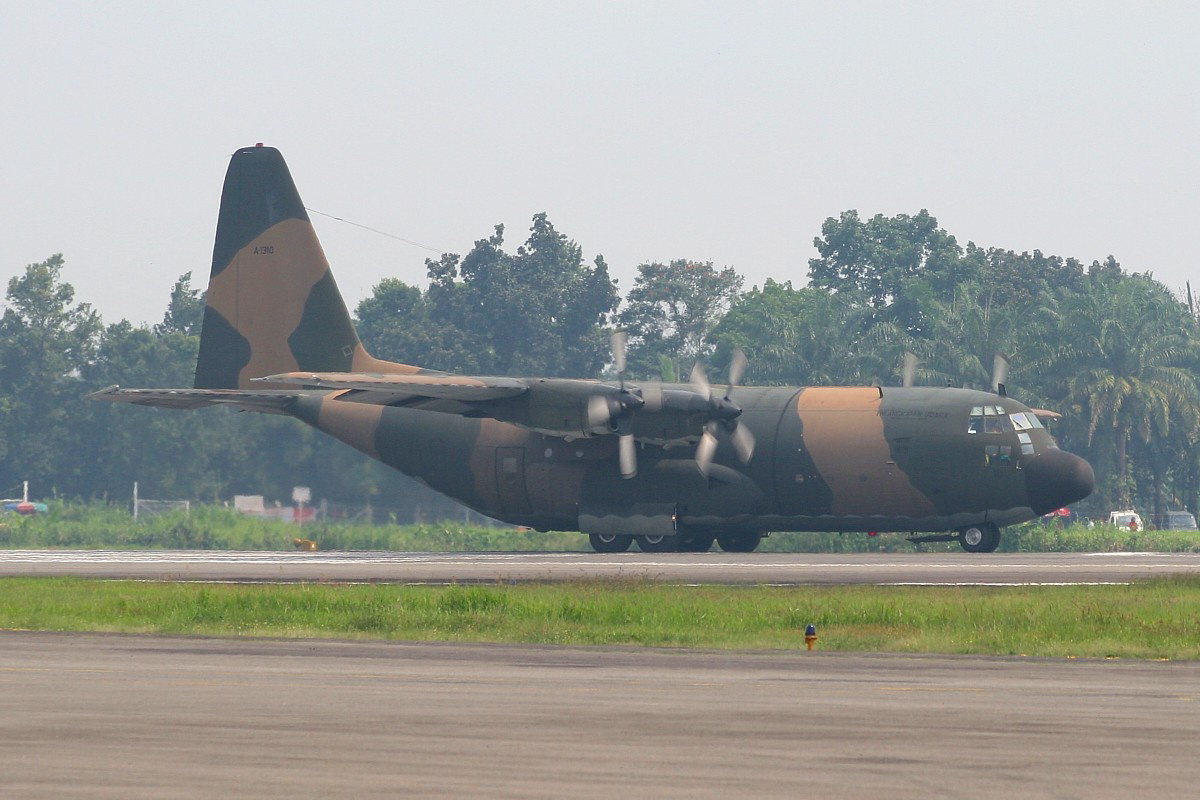
사고에 수반된 항공기

2015년 인도네시아 C-130 허큘리스 추락 사고는 2015년 6월 30일, 인도네시아 공군 C-130 허큘리스가 추락하여 143명이 사망하였다. 109명의 탑승자와 12명의 승무원으로 이루어진 이 군용기는 추락하면서 타고 있던 전원과 지상에 있던 사람 22명이 적어도 사망하였다.